# Ghislaine Lejard
Ghislaine Lejard est une poète, collagiste et critique littéraire, elle est née le 5 août 1951 à Châteaubriant.

## Biographie
Elle a passé son enfance à Châteaubriant puis a poursuivi ses études secondaires et ses études universitaires de lettres modernes à Nantes. Professeure certifiée, elle a enseigné à Clisson, Ancenis puis à Nantes et a été chargée d'enseignement à l'Université de Nantes de 2000 à 2006 auprès des étudiants étrangers.
Elle publie de la poésie depuis 1983, rédige des notes de lecture.
Elle pratique l’art du collage depuis plus de 30 ans et l’art de la photographie, certaines de ses photos ont été publiées en revues et exposées.
En décembre 2011, elle est élue à l'Académie littéraire de Bretagne et des Pays de la Loire, vice-chancelier.
Elle est responsable du Prix de l’Académie et membre du jury pour le prix de poésie Yves Cosson.
Elle est membre de l’association culturelle du Passage Sainte-Croix à Nantes, chargée de la programmation poésie, membre de l’Association des Ecrivains Bretons et membre du jury pour le prix Plumes d’Equinoxe de la Ville du Croisic.
Depuis 2013 son travail de collagiste s'oriente vers le livre d'artiste et le concept du livre pauvre initié par Daniel Leuwers.

## Poésie
Elle a commencé à écrire des poèmes à l'adolescence. Sa poésie est : « sensible et intimiste » selon Julien Gracq, c'est une poésie en partage.
Ses poèmes se donnent à lire mais aussi à écouter, en 1995, paraît le CD Poésie et littérature à voix hautes aux éditions du Petit Véhicule, y figurent plusieurs poèmes dont Provence lu par Marc Ogeret.
Depuis la publication du premier recueil Parler la solitude en 1983 aux éditions Pinson, plusieurs recueils seront publiés : Musiques de l'absence (1985) préfacé par Yves Cosson. Un mille à pas lents éditions La Porte 2016, des poèmes brefs inspirés par la vie et les écrits de François d’Assise, ils sont comme des Fioretti modernes. Ce recueil a été salué par Gilles Baudry qui l’a qualifié de « petite merveille d'intériorité ».
Ghislaine Lejard a participé à plusieurs anthologies, ses poèmes sont publiés dans de nombreuses revues.
Elle fait aussi paraître des articles et recensions dans diverses revues dont :
- Les cahiers de la rue Ventura,
- Recours au poème[9],[10],
- Terre à ciel[11],[12],
- Le Capital des mots[13]
- Saisons de culture ...

### Recueils
- Parler la Solitude, éditions Pinson[7],1983,
- Musiques de l’absence, éditions Pinson, préface Yves Cosson[8],1985,
- Un papillon sur l’épaule, éditions Echo Optique[14],[15], 2005,
- Sous le carré bleu du ciel, éditions Henry[16], 2011,
- Il pleut de étoiles, éditions de L’Epinette[17], 2011,
- Orphée et Eurydice, éditions La Porte[18], 2015,
- Si brève l’éclaircie, éditions Henry[19], 2015,
- Un mille à pas lents, éditions La Porte[7], 2016,
- Lambeaux d’humanité, éditions Zinzoline en collaboration avec Pierre Rosin[20] 2019,
- Dans la lumière de la fragilité, gravures de Marie-Françoise Hachet de Salins, éditions Des Sources et des Livres, 2022,
- A fleur de bitume, Marilyne Bertoncini et Ghislaine Lejard, préface Jacques Robinet, Editions Lieu Dits, 2024.

### Anthologies
- Variances, préface de Pierre Dabin (président de l’association des écrivains de l’Ouest), éditions Pinson, 1985,
- Sur la page où naissent les mondes, préface Hélène Cadou, éditions ACL, 1989,
- Poésies de Bretagne, Maison des écrivains de Bretagne, 1991,
- Les poètes et la foi, Jean Grassin éditeur, 1996,
- Les poètes et les îles, Jean Grassin éditeur, 1997,
- Mille poètes mille poèmes brefs, anthologie de Michel François Lavaur, éditions L’arbre à paroles, 1997,
- 31 poètes du pays nantais et alentour, sous la direction de Luc Vidal, éditions du Petit Véhicule, 2005[21],
- Visages de poésie tome 4, sous la direction de Jacques Basse, éditions Rafael de Surtis[7], 2010,
- Xavier Grall parmi les siens, sous la direction de Jacques Basse, éditions Rafaël de Surtis[22], 2013,
- Au fond de nos yeux, tome 3, sous la direction de Yvon Kervinio, L’aventure carto[23], 2017,
- Le système poétique des éléments, sous la direction de Dominique Tourte, éditions Invenit[24], 2019
- Alexandrina, sous la direction de Mona Gamal El Dine, Editions Unicité, 2021.
- Mots de Paix et d'Espérance, sous la direction de Carole Carcillo Mesrobian, Oxydia Editions, 2022.

### Revues
- Les cahiers de la Baule, Les cahiers de la Taverne aux poètes, Cibles (Poésie et enseignement), A Contre Silence, Les cahiers bretons, Signes, 7 à dire, L’Estracelle, Jalons, Les cahiers de la rue Ventura, Cairns[25], Spered Gouez[26].
- Revue Cabaret #9 - Le Je à la nantaise : Élise Berthelot, Christine Bloyet, Céline Rochette-Castel, Cécile Guivarch, Ghislaine Lejard, Corinne Le Lepvrier, Sophie G. Lucas, Martine Morillon-Carreau, Jany Pineau, Séverine Pirovano, Alain Crozier[27].
- Le Petit Rameur, Recours au poème, Terre à ciel, Le Capital des mots, Breizh Deiz, Paysages Écrits no 15[28],Margutte (Italie) Elaïg no 7 revue sonore, Les Cahiers de Académie littéraire de Bretagne et des Pays de la Loire, Zinzoline no 6-7-9. L’Elixir no 6, Chiendents no 98[29]...

## Autour de René Guy Cadou et Hélène Cadou
- Préface : rédaction de la préface du livre René Guy Cadou, La fraternité au cœur, Jean Lavoué, éditions L’enfance des arbres (2019)[30],
- Articles :

La poésie d'Hélène, une transmutation poétique, Revue Recours au Poème, 6 décembre 2020,
Renélène en âme commune, Revue Spered Gouez n° 23, décembre 2017,
Hélène la bien aimée la bien aimante, Revue Briez Diez, octobre 2015.
- Colloque : participation au colloque René Guy Cadou - Hélène Cadou, Poésie et éternité, à l'Université permanente Nantes (20-21-22 mars 2014), publication des interventions dans le no 4, Les cahiers des poètes de l’École de Rochefort-sur-Loire, éditions du Petit Véhicule en coédition avec l’Université Permanente[33],[34].

## Poésie sonore
- 1995 : CD volume 2, Poésie et Littérature à voix haute, éditions du Petit Véhicule, poèmes lus par Marc Ogeret, Christian Deudon et Claudine Bonhommeau[6],
- 2016 : Revue sonore Elaïg no 7[35].

## Collaborations artistiques avec des peintres et des photographes
Michel Le Sage , Renaud Allirand, Bergère Marc, Maria Desmée, leurs œuvres accompagnent des poèmes de Ghislaine Lejard pour la réalisation de livres d’artiste.
En 2018, Ghislaine Lejard participe avec 20 poèmes au livre du photographe Bruno Rotival, Silence et Partage, éditions Médiaspaul . 11 auteurs et poètes ont écrit à partir de ses photographies : Gilles Baudry, Michel Béatrix, Bruno Marie Fortin, Frère Jean, Nathalie Nabert, Colette Nys-Mazure, Bernard Perroy, Gabriel Ringlet, les 7 moines de Tibhirine et Bernard Tirtiaux.

## Collage
Elle commence le collage dans les années 1980. Elle déchire des papiers journaux, des affiches publicitaires, des cartons d'invitations, elle colle, décolle, recolle. Le collage est pour elle une écriture poétique, elle fait sienne l’expression de Jiří Kolář : « Le collage est poésie ».
Poésie et collage se complètent dans son œuvre; ses collages paraissent dans diverses revues et illustrent des recueils, elle partage cet art visuel avec de nombreux poètes, qui composent à partir des collages qu’elle leur propose.
Expositions personnelles et collectives en France et à l’étranger.

## Livres d’artistes
Depuis 2013, elle a participé à des collections de livres pauvres dirigées par Daniel Leuwers, à la collection L3V initiée par Marie et Michel Thamin, elle a collaboré à ces collections comme poète ou comme collagiste.

### Le livre pauvre: collection Daniel Leuwers
- Collaborations avec les poètes : Daniel Leuwers, Jean-Luc Pouliquen, Jean Joubert, Gabrielle Althen, Primo Shllaku, Jeanpyer Poëls, André Robèr, Bernard Perroy, Michaël Glück, Roland Halbert, Mary Françoise Hachet , Marie Desmaretz, Marilyne Bertoncini, Jean Le Boël, Pierre Bergounioux, Pierre Dhainaut, Gérard Le Gouic, Lucien Giraudo, Nazand Begikhani, Mylène Vignon, Carole Carcillo Mesrobian, Michel Bohbot...
- Collaborations avec les artistes : Grégoire Devin, François Garros, Waj Waj, Yves Perrine, Renaud Allirand, Corinne Rouveyre, Jean-Noël Baschès...

### Collection L3V (Livre 3 Volets): Mtgalerie
- Collaborations avec les artistes : Talou, Yves Baudry, François Garros, Stéphanie Tisserant, Isabelle Clément.
- Collaborations avec les poètes : Marilyse Leroux, Christian Bulting.

### Le Livre Pliage: collection GLj (Ghislaine Lejard)
Comme collagiste, elle créé sa propre collection de LP (acronyme de Livre Pliage).
- Collaborations avec des poètes: Michel-Xavier Fressard, Marie-Hélène Prouteau, Sanda Voïca, Nicole Laurent-Catrice, Michaël Glück, Cécile Guivarch, Corinne Le Lepvrier, Christian Bulting, Jean-Luc Pouliquen, Eric Dubois, Roland Cornthwaite, Jean-François Dubois, Abdelmajid Benjelloun (Maroc), Alain Boudet, Jean Lavoué, Patrick Joquel, Agnès Schnell, Alain Richer, Murielle Compère-Demarcy, Jeanpyer Poëls, Jean-Baptiste Pedini, Monique Marta, Richard Taillefer, Jean-Claude Albert Coiffard, Henri Philibert, Olivier Cousin, Marilyse Bertoncini, Alain Cotten, Jean Leznod, Sandrine Davin, Lydia Padelec, André Sagne, Maria Desmée, Flora Delalande, Hélène Verdier, Eve Eden, Tinuviele Parmentier, Portirio Al Brandao (Portugal), Rodrigo Santos (Portugal), Marie Desmaretz, Ysabelle Voscaroudis, Gérard Mottet, Jorge Velhote (Portugal), Gérard Le Gouic, François Dominique, Amélia Vieira (Portugal), Lise Boursier (Canada), François Teyssandier, Béatrice Machet, Montserrat Villar González (Espagne), María Ángeles Pérez López (Espagne), Alain Freixe, Alain Lacouchie, Hélène Cardona, Chantal Dupuy-Dunier, Michel Ménaché...
- Collaborations avec des artistes: Adriana Langdry (Italie), Maria Desmée, Sophie Lemarié, Marc Bergère, Catherine Thomas, Mary Perly, Nancy Sulmont, Izabela Matos, Smith Smith...

### Le Livre Pliage: fonds patrimoniaux
- 2018, elle a réalisé la collection Z, 19 Livres Pliages pour le fonds patrimonial de la bibliothèque Johel Coutura de Blaye ainsi que la collection Bm, 27 Livres Pliages pour le fonds patrimonial de la médiathèque Jacques-Demy à Nantes.
- 2019, elle a réalisé la collection Fy pour la Bibliothèque Forney de Paris, pour ce fonds patrimonial, ont été créés 70 Livres Pliages, tous des exemplaires uniques, en collaboration avec des écrivains, des journalistes, des poètes, des comédiens, des maîtres verriers, des conservatrices, un architecte, une commissaire d’exposition, un chef étoilé, trois plasticiens.

Ont participé à cette collection : Renaud Allirand, Patrick Barbier, Gilles Baudry, Laure Bazantay Couturier, Marc Bergère, Jean-Pierre Boulic, Christian Bulting, Gaële de la Brosse, Claude Cailleau, Hélène Cardona, Anne-Laure Charrier, Arlette Chaumorcel, François Cheng, Jean-Claude Albert Coiffard, Yves Cosson, Flora Delalande, Anne-Marie Donaint Bonave, Eric Dubois, Michel-Xavier Fressard, Elsa Fromageau, Jacques Gauthier, Michel Germain (professeur), Alexis Gloaguen, Michaël Glück, Cécile Guivarch, Luce Guilbaud, Roland Halbert, Marine De la Horie, Alain Helissen, Jean-Paul Jeunet, Colette Klein, Jean Lavoué, Nicole Laurent-Catrice, Emmanuelle Le Cam, Jean Le Boël, Michel Le Sage, Arnaud Le Vac, Alain Marc, Xavier Ménard, Askinia Mihaylova, Martine Morillon Carreau, Paul Morin, Roland Nadaus, Colette Nys-Mazure, Jean-Pierre Otte, María Ángeles Pérez López, Hélène Poisot, Jean-Luc Pouliquen, Jacques Robinet, Pierre Rosin, Dominique Sampiero, Eric Simon, Christiane Simoneau, John Taylor, François Teyssandier, Catherine Thivent, Françoise Thyrion, Bruno Tosi, Michel Valmer, Alain Vircondelet, Sanda Voïca.
- 2021, 5 livres uniques réalisés avec Michel Ménaché pour le fonds Manoir des livres- L'Archipel Butor à Lucinges.

### Bibliophilie
- Motsaïque, Ghislaine Lejard - Alain Helissen : 8 livres (exemplaires uniques), 2012[37],
- Sans titre, 2 livres uniques et un livre objet pour la collection Bibart, la bibliothèque du livre d’artiste à Bruxelles, 2016[38],
- La peau de la présence, Ghislaine Lejard - Dominique Sampiero, 2016,
- Quels sont vos péchés?, Ghislaine Lejard - Robert Notenboom, 2016,
- Extraits des chemins de sagesse, Alain Marc - Ghislaine Lejard, 2017[39],
- Au clairon des anges, Roland Halbert - Ghislaine Lejard, 2017
- Aux cimaises de l’imaginaire, Jean-Claude Albert Coiffard - Ghislaine Lejard, 2018,
- Sans titre, Emmanuelle Le Cam- Ghislaine Lejard, 2018,
- Précieuse ici, Sylvie Durbec - Ghislaine Lejard, 2019,
- Carré Botanique ou l'herbier du Haïkiste, Roland Halbert - Ghislaine Lejard, 2020,
- L'Inattendu, Michel Le Sage - Ghislaine Lejard, AML Editions, 2021,
- Créer c'est résister, 20 exemplaires - collages Ghislaine Lejard, AML Editions, 2022, poèmes Marilyne Bertoncini, Christian Bulting, Eric Dubois, Marilyse Leroux, Roland Nadaus, Bernard Perroy, Jacques Robinet, Sandra Voïca.
- Qui se souvient ?, 20 exemplaires - collages Ghislaine Lejard, texte Michel Valmer, AML Editions, 2022,
- Le Livre - Roi, 15 exemplaires - collages Ghislaine Lejard, poèmes Michel Ménaché, Editions Index, 2022
- Dans le vitrail des feuilles, 15 exemplaires - collages Ghislaine Lejard, poèmes JC Albert Coiffard, Editions AML, 2023
- Egaré dans les méandres, 21 exemplaires - collages Ghislaine Lejard, poème Alain Marc (écrivain), Editions Index, 2023
- Pagus, 21 exemplaires - collages Ghislaine Lejard, poème Alain Freixe, Editions Les Cahiers du Museur, 2023
- Couleurs vagabondes, 20 exemplaires - collages Ghislaine Lejard, poème Marie Alloy, Editions AML, 2024
- L'hiver de Brugel l'Ancien, 15 exemplaires - collages Ghislaine Lejard, poème Daniel Kay, Editions Les Cahiers du Museur, 2024

## Collages en revues, sites et ouvrages
Signes 25 éditions du Petit Véhicule 2005, l’Estracelle, Les techniques de l’art du collage éditions Pierre Jean Varet 2010, La liberté est un collage éditions Pierre Jean Varet 2012, Décharge, Paysages Écrits, Lélixir, Diérèse, Comme en poésie, Poésie Première, Poésie des Jours, L’oiseau de feu de Garlaban, Zinzoline...

## Illustrations de recueils
- Vivre, disent-ils, poèmes Emmanuelle Le Cam, éditions Soc et Foc, 2013,
- L’envol de fenêtres, Jean-Claude Albert Coiffard, éditions Sac à mots, 2014[40],
- Pierres d’Encre anthologie No 4, éditions Le temps des rêves, 2015[41],
- Un corps cathédrale, Sanda Voïca, éditions numériques Lèse Art dirigée par Boris Eloi (Belgique 2015)[42],
- Couleurs de mots, Eric Simon, éditions Soc et Foc, 2016[43]
- Chaque pas est une séquence, Eric Dubois, éditions Unicité, 2016[44],
- Nico icône des sixties, Christian Bulting, éditions Gros Textes, 2017[45],
- Emerveiller les jours, Michel-Xavier Fressard, éditions L'enfance des arbres, 2020,
- Eclats d'obscur et de lumière, Marie-Josée Christien, Les Editions Sauvages, 2021,
- Son corps d'ombre, Maryline Bertoncini, préface Marie-Hélène Prouteau, Editions Zinzolines, 2021,
- Il y aura un chant, Jean-Claude Albert Coiffard, éditions Des Sources et des Livres, 2022.

## Expositions

### Expositions personnelles
- Livres pliés et autres éditions précieuses, Galerie Area - Alin Avila, Paris, 2021,
- Médiathèque Claire Bretécher Le Cellier, présentation de livres d’artistes dans le cadre du Printemps des poètes[46], 2019,
- Maison Cambronne, Saint-Sébastien-sur-Loire[47], 2018,
- Écritures plurielles, Librairie Arcadie, Luçon[48], 2017 - Poésie Visuelle, Bibliothèque Le Petit-Chantilire, Orvault[49], 2017,
- Le livre oublié de Emile Faguet, Librairie Durance, Nantes - Médiathèque Claire Bretécher, Le Cellier[50], 2016,
- Empreintes de l'invisible Atelier Galerie le Triangle de Verre, Poligny[51]- Galerie du Carré Claude-Nicolas, Arc-et-Senans, 2015,
- Médiathèque de Brain-sur-l’Authion[52], 2014,
- Papiers collés, Passage Sainte-Croix, Nantes[53]- Librairie Par Chemins, Saint-Florent-le-Vieil[54] , 2013,
- Galerie Rive de Loire, Ancenis[55] - Mairie de Piriac-sur-Mer - Galerie Hors Cadre, Bailleul[56], 2012.

### Expositions collectives
- 2021 : A la manière de Christiane Peugeot, Espace Christiane Peugeot, Paris.
- 2019 : Des livres d’artiste, Médiathèque Claire Brétécher, Le Cellier.
- 2018 : Aberto para Obras, Musée de Guarda (Portugal),

Collages et street art et L’art au féminin, Galerie Art' et Miss, Paris,
Levall’art, Galerie de l'Escale, Levallois-Perret,
Cahun, Vaché, Nantes, Bibliothèque municipale de Nantes,
De la plume au pinceau, Vendéthèque L’Arantelle, La Châtaigneraie,
Abstractions, Chapelle Sainte Marguerite, Pornichet.
- 2017 : Sur Paroles, Galerie d’art contemporain, Le café des négociants, Rezé,

Estampes - livres d’artiste, Galerie associative, Beauvais,
Hommage à Joan Brossa, poésie visuelle, Galerie Treize, Ille-sur-Têt,
Aberto para Obras, Musée de Guarda (Portugal),
Petits formats, Galerie Art' et Miss, Paris.
- 2016 : New lyric abstraction, La Rochelle,

Abstractions lyriques, Chapelle Sainte-Marguerite, Pornichet,
Levall’art, Galerie de l’Escale, Levallois-Perret,
Ambiance 2016, Galerie d’art contemporain, Le café des négociants, Rezé.
- 2015 : Collages, Galerie Art' et Miss, Paris[61],

22ème salon de l’art du collage contemporain, Paris,
L’art au féminin, Galerie Art’ et Miss, Paris,
Au pied du mur ambiance, Galerie d’art contemporain, Le café des négociants, Rezé.
- 2014 : Tous les chats sont gris, Galerie d’art contemporain, Le café des négociants, Rezé,

21e salon du collage contemporain, Paris,
Les p’tits papiers, Manoir du parc de Procé, Nantes,
Mots de Passe, Galerie d’art contemporain, Le café des négociants, Rezé.
- 2013 : La nuit tous les chats sont gris, Manufacture des tabacs, Nantes,

La liberté est un collage, hommage à Jiri Kolar, Centre Tchèque, Paris,
La  fonction poétique Galerie 379 et Galerie neuf, Nancy,
Autres Rives, autres livres, Beffroi de Thionville,
Nuances parisiennes, Galerie Art’ et Miss, Paris en collaboration avec la Galerie Molbert de L'Académie russe des Beaux-Arts de Saint-Pétersbourg.
- 2012 : Les Arts papier, Manufacture des tabacs, Nantes,

100 ans, 100 collages, Musée Artcolle, Plémet.
- 2011 : Maison des créateurs, Oudon.